# Comuna Tarcea, Bihor
Tarcea (în maghiară: Értarcsa) este o comună în județul Bihor, Crișana, România, formată din satele Adoni, Galoșpetreu și Tarcea (reședința).

## Demografie
Componența etnică a comunei Tarcea
     Maghiari (65,06%)
     Români (17,13%)
     Romi (15,26%)
     Alte etnii (2,55%)
Componența confesională a comunei Tarcea
     Reformați (45,98%)
     Romano-catolici (20,32%)
     Ortodocși (15,1%)
     Baptiști (7,85%)
     Greco-catolici (7,01%)
     Alte religii (1,16%)
     Necunoscută (2,59%)
Conform recensământului efectuat în 2021, populația comunei Tarcea se ridică la 2.510 locuitori, în scădere față de recensământul anterior din 2011, când fuseseră înregistrați 2.690 de locuitori. Majoritatea locuitorilor sunt maghiari (65,06%), cu minorități de români (17,13%) și romi (15,26%). Din punct de vedere confesional, cei mai mulți locuitori sunt reformați (45,98%), cu minorități de romano-catolici (20,32%), ortodocși (15,1%), baptiști (7,85%) și greco-catolici (7,01%), iar pentru 2,59% nu se cunoaște apartenența confesională.

## Politică și administrație
Comuna Tarcea este administrată de un primar și un consiliu local compus din 11 consilieri. Primarul, Anton-Árpád Vajna[*], de la Uniunea Democrată Maghiară din România, este în funcție din octombrie 2020. Începând cu alegerile locale din 2024, consiliul local are următoarea componență pe partide politice:
|  | Partid                                 | Consilieri | Componența Consiliului | Componența Consiliului | Componența Consiliului | Componența Consiliului | Componența Consiliului | Componența Consiliului | Componența Consiliului | Componența Consiliului | Componența Consiliului |
|  | -------------------------------------- | ---------- | ---------------------- | ---------------------- | ---------------------- | ---------------------- | ---------------------- | ---------------------- | ---------------------- | ---------------------- | ---------------------- |
|  | Uniunea Democrată Maghiară din România | 9          |                        |                        |                        |                        |                        |                        |                        |                        |                        |
|  | Partidul Național Liberal              | 1          |                        |                        |                        |                        |                        |                        |                        |                        |                        |
|  | Partidul Social Democrat               | 1          |                        |                        |                        |                        |                        |                        |                        |                        |                        |

## Personalități
- Iosif Pop Silaghi (1813-1873), episcop român unit (greco-catolic) de Oradea